# Kerstmuziek

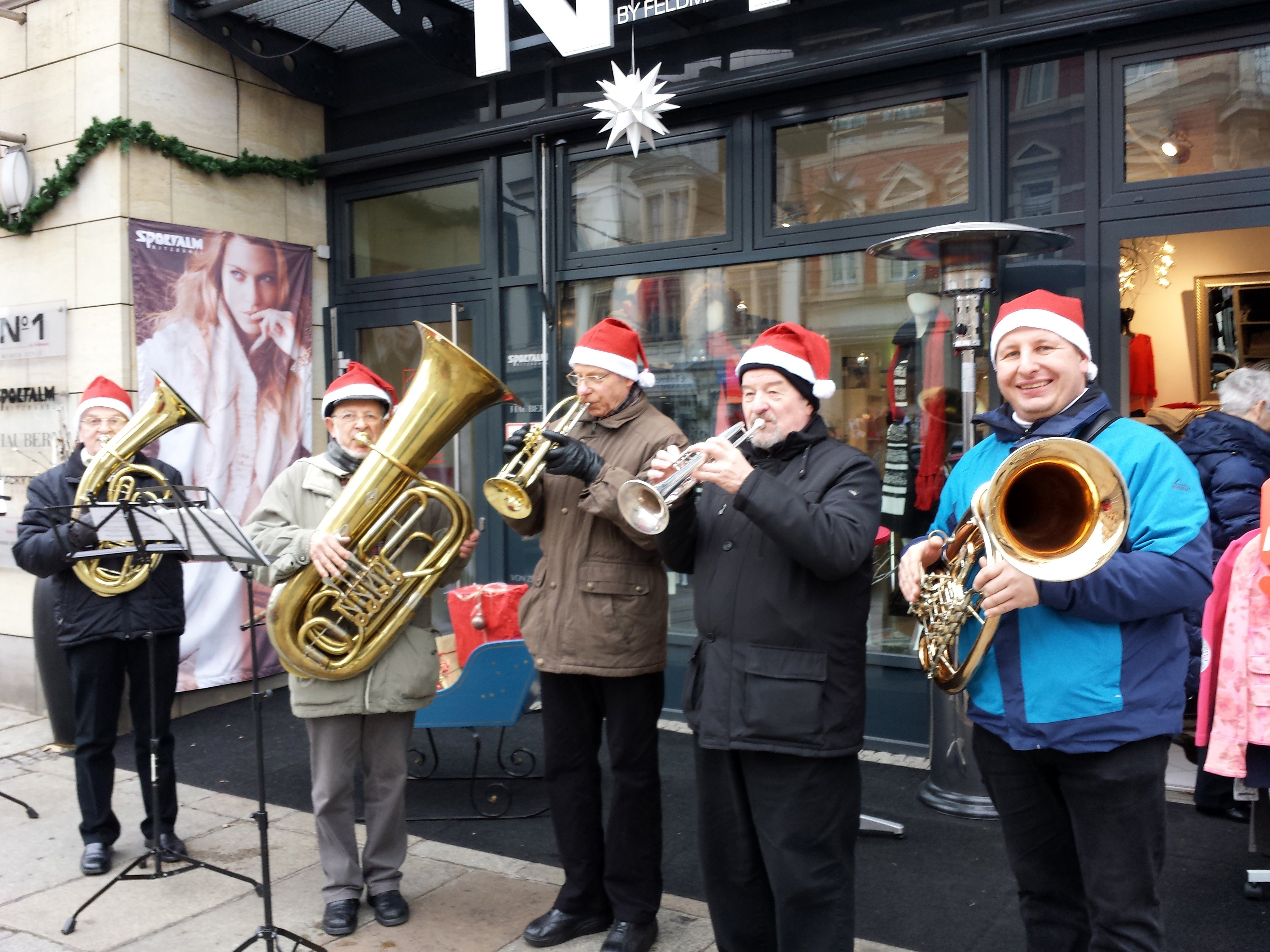
Adventskapel in Dresden (2014)

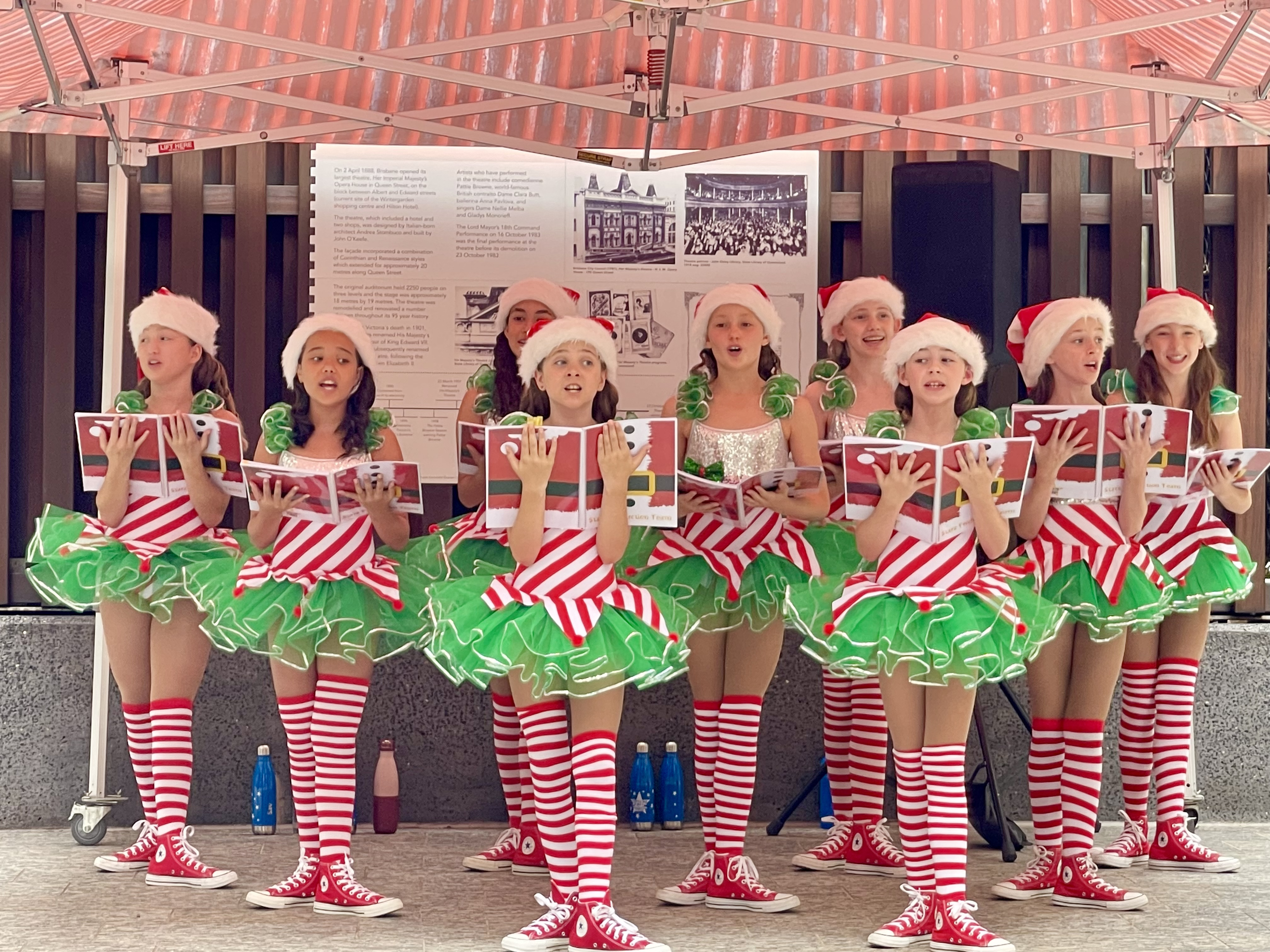
Een meisjeskoor zingt Christmas carols in Brisbane (Australië, waar het tijdens kerstmis zomervakantie is), 17 december 2021

Kerstmuziek is religieuze of populaire muziek die vooral in de kersttijd wordt uitgevoerd. De gezongen muziek wordt over het algemeen benoemd met het woord kerstlied. Men kan hierbij meerdere soorten onderscheiden.

## Onderscheid
Er kan onderscheid worden gemaakt tussen religieuze kerstliederen, die over de geboorte van Jezus Christus gaan, en de profane liederen die de sfeer rond Kerstmis beschrijven (de Kerstman, sneeuw of gezelligheid). De profane liederen zijn veelal van Amerikaanse oorsprong.
De Kerstmanliederen komen overeen met onze Sinterklaasliederen.
Daarnaast is er klassieke muziek die speciaal voor kerst is gecomponeerd, zoals het Weihnachtsoratorium van Johann Sebastian Bach.
Bepaalde ideologieën als het communisme, het liberalisme, het laïcisme en het nationaalsocialisme bestrijden (bestreden) de christelijke viering van Kerstmis; zo werd O Tannenbaum (O denneboom) in het Derde Rijk gebruikt ter verdringing van overige kerstliederen.
De religieuze kerstliederen omvatten ook een aantal canonische liederen die een verschillende afkomst en ouderdom hebben. Voor de Nederlanden zijn een aantal kerstliederen bekend uit de 15e en 16e eeuw, te vinden in handschriften die waarschijnlijk hun oorsprong vinden in kringen rond de Moderne Devotie, terwijl het genre voor de Spaanse Nederlanden in de zeventiende eeuw muteert naar de Cantiones natalitiae. Een lied als Hoe leyt dit kindeke of Nu zijt wellekome stamt uit het begin van de nieuwe tijd; Stille Nacht werd in het begin van de negentiende eeuw geschreven.
In de twintigste eeuw werden de liederen Jingle Bells en (I'm dreaming of a) White Christmas, beide producten van de Amerikaanse muziekindustrie, de bekendste vertegenwoordigers van de tweede soort kerstliederen. Veel popartiesten hebben sindsdien een kerstlied gemaakt. Een eigenaardigheid hierbij is dat deze liederen in Nederland niet of nauwelijks doorbreken, doordat er een taboe rust op kerstliederen vóór 6 december (men wil het Sinterklaasfeest beschermen), en zo'n lied op die manier weinig tijd heeft om populair te worden.
In sommige liederen komt Kerstmis zelfs niet voor (Jingle Bells gaat alleen over sneeuw en de open slee met één paard) maar desondanks worden ze als kerstliederen beschouwd en is het niet correct ze buiten de kersttijd te zingen of te spelen.
Bekende uitvoerders van kerstmuziek zijn de traditionele Engelse Christmas Carol Singers. In de kledij uit de periode van Charles Dickens zingen deze zangers vocaal en meestal vierstemmig allerhande bekende kerstliederen tijdens de kerstperiode.

## Voorbeelden

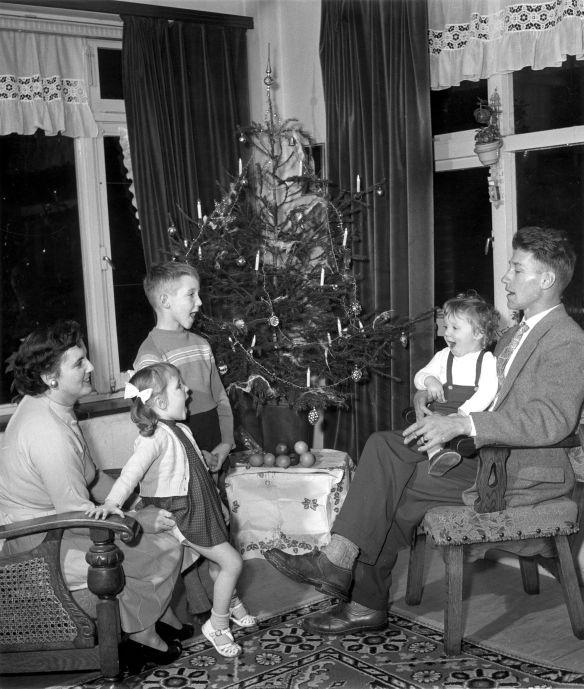
Kerstgebruik in de kersttijd: een gezin (vader, moeder, drie kinderen) zingt kerstliedjes bij de kerstboom

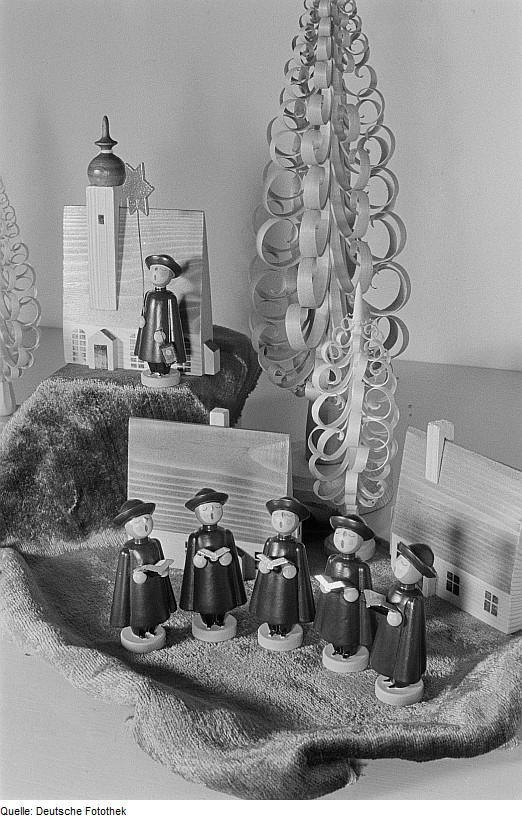
Figuren die kerstliederen zingen zijn vaak in een kerstdorp te vinden

### Klassieke kerstmuziek
- Weihnachtsoratorium van Johann Sebastian Bach
- A ceremony of carols van Benjamin Britten
- Concerto Grosso Nr. 8 Voor kerstavond van Arcangelo Corelli
- Weihnachthistorie van Heinrich Schütz
- Vom Himmel hoch da komm' Ich her (naar de tekst van Luther).
- Quatre Motets pour le temps de Noël van Francis Poulenc

### Traditionele christelijke kerstliederen
- Stille Nacht (uit het Duits)
- De herdertjes lagen bij nachte
- Eer zij God in onze dagen
- Er is een kindeke geboren op aard
- Ere zij God (Lucas 2:14)
- Komt allen tezamen / Wij komen tezamen (Adeste fideles)
- Nu zijt wellekome (stamt oorspronkelijk uit de 14e eeuw)
- In dulci jubilo (1328, een mengeling van Latijn en Vroegduits)
- O Kerstnacht, schoner dan de dagen
- Komt verwondert u hier, mensen
- Es ist ein Ros entsprungen
- Midden in de winternacht (Quand Dieu naquit à Noël)
- Geen wiegje als rustplaats (traditioneel foutief toegeschreven aan Maarten Luther)
- Hoor, de eng'len zingen d'eer (Hark! The herald angels sing)
- À la berline postiljon (opnieuw populair gemaakt door Herman van Veen, meer een driekoningenlied)
- Transeamus usque Bethlehem

### Andere Nederlandstalige kerstliedjes
- O dennenboom (uit het Duits)
- Er is een roos ontsprongen (van het oorspronkelijk Duitstalige Es ist ein Ros entsprungen)
- Met vlijt aensijt, weest verblijt met jolijt

### Traditioneel Engelstalige kerstliedjes
Dit zijn zogenaamde Christmas carols, waarvan een groot aantal is gearrangeerd door de Britse organist David Willcocks
- Away in a Manger (Maarten Luther) (Nederlandse versie: Geen wiegje als rustplaats)
- Oh, come all ye faithful (Adeste fideles)
- Ding dong merrily on high (Nederlandse versie: Vrolijk zingen wij ons lied)
- Hark! The Herald Angels Sing (Nederlandse versie: Hoor, de eng'len zingen d'eer)
- Once in Royal David's City (In de stad van koning David)
- The first nowell (juister The first noël)
- Silent night (uit het Duits: Stille Nacht, heilige Nacht)
- God rest ye merry, gentlemen (Nederlandse versie: Wij trekken in een lange stoet)
- The Twelve Days of Christmas (een stapellied)
- Good King Wenceslas uit 1853

### Profane Engelstalige kerstliedjes
- Jingle Bells
- We wish you a merry Christmas
- Frosty the Snowman
- White Christmas
- Let it snow
- Winter wonderland

### Pop-kerstliederen
- 2000 Miles van The Pretenders
- A Holly Jolly Christmas van Burl Ives
- All I Want for Christmas Is You van Mariah Carey
- Alle dagen Kerstmis van Will Tura
- Bakske vol met stro van Urbanus
- Blue Christmas, voor het eerst opgenomen door Ernest Tubb en beroemd gemaakt door Dean Martin en Elvis Presley
- Christmas van The Who, uit Tommy
- Christmas Lights van Coldplay
- Christmas Time van Bryan Adams
- Christmas Time (Is Here Again) van The Beatles
- Christmas was a friend of mine van Fay Lovsky
- Do They Know It's Christmas? van Band Aid
- Driving Home for Christmas van Chris Rea
- Fairytale of New York van The Pogues
- Feliz Navidad van José Feliciano
- Happy Xmas (War is over) van John Lennon
- Have Yourself a Merry Little Christmas van Christina Aguilera of Kenny Loggins
- Jingle Bell Rock van Bobby Helms
- Last Christmas van Wham!
- Lonely this Christmas van Mud
- Merry Christmas van Ed Sheeran en Elton John
- Merry Xmas everybody van Slade
- Run Rudolph Run van Chuck Berry
- Santa Baby, oorspronkelijk gezongen door Eartha Kitt
- Santa Claus Is Coming To Town, vertolkt door onder anderen Bruce Springsteen en Frank Sinatra
- Thank God It's Christmas van Queen
- Wonderful Christmastime van Paul McCartney
- Shake Up Christmas van Train
- Santa tell me van Ariana Grande
- Everyday Is Christmas van Sia